# ستيوارت ميتشيل
ستيوارت ميتشيل (بالإنجليزية: Stuart Mitchell)‏ هو لاعب كرة قدم أمريكية أمريكي، ولد في 2 نوفمبر 1964.

## وصلات خارجية
- ستيوارت ميتشيل على موقع كلية كرة السلة في سبورتس رفرنس.كوم (الإنجليزية)
- ستيوارت ميتشيل على موقع JustSportsStats.com (الإنجليزية)